# Дом Варенцова
Дом Варенцова — историческое здание в Басманном районе Москвы, располагавшееся по адресу Старая Басманная улица, дом 8. Было построено в 1880 году для инженера и писателя Николая Варенцова, расширено и перестроено в 1903 году по проекту архитектора Николая Жерихова. С 1910-х в здании работала поликлиника. По инициативе пользователя здания — компании РЖД — дом был снесён в мае 2020 года ради строительства МЦД-2.

## История
Доходный дом на Старой Басманной построил в 1880 году инженер Николай Варенцов, известный также как крупный предприниматель, меценат и талантливый мемуарист. Значительные земельные владения на углу Старой Басманной и Земляного вала, а также дома с лавками на Покровке, принадлежали ещё его прапрадеду Марку Никитичу Варенцову, купцу 1-й гильдии и потомственному почётному гражданину. После смерти деда Николая Марковича их унаследовал Николай Варенцов. В 1903 году дом был частично перестроен и расширен под руководством архитектора Николая Жерехова.
Ещё до революции здание было передано железнодорожной амбулатории, после 1917 года в нём разместилась ведомственная поликлиника.

## Современность
В XXI веке дом Варенцова находился в пользовании РЖД. В конце 2010-х в Москве был запущен проект строительства линии МЦД-2, который включал двухкратное расширение железной дороги между станцией Каланчевская и Курским вокзалом. С проектом жители Басманного района были ознакомлены уже после начала работ, он не проходил общественные слушания и вызвал острое недовольство среди жителей домов, рядом с которыми проходят пути. Горожане опасались, что из-за стройки по их домам пойдут трещины, а после запуска дороги увеличится звуковое загрязнение. Дом Варенцова, стоявший в непосредственной близости от старых двухполосных путей, оказался помехой для строительства. Хотя линия отвода федерального плана планировки территории отсекала только восточную часть фасада, РЖД решило снести всё здание. Градозащитники отмечали, что фактически работы велись незаконно — здание находилось в собственности города и для сноса требовалось разрешение надзорных органов, которое получено не было.
Несмотря на более чем вековую историю и выразительный экстерьер, дом Варенцова не имел статуса объекта культурного наследия. При этом эксперты и градозащитники единогласно отмечали несомненную историко-архитектурную ценность здания и его важную роль в панораме и красной линии Старой Басманной улицы. Движение по сохранению памятников архитектуры «Архнадзор» обратилось с открытым письмом к руководству РЖД, призывая сберечь хотя бы фасады здания. Организация предлагала провести обмеры и изыскания, чтобы позднее восстановить стены в оригинальном облике.
Несмотря на протесты активистов, разбирать кровлю начали уже в декабре 2019 года. В мае 2020 года здание снесли.